# БРЕЛЛ
Електричне кільце Білорусі та Росії (ЕК БР), раніше ЕК БРЕЛЛ (Електричне кільце Білорусі, Росії, Естонії, Латвії, Литви) — синхронний режим роботи енергетичних систем Білорусі та Росії (на єдиній частоті струму 50 Гц), на основі угоди від 7 лютого 2001 року і названий за першими літерами назв цих держав. Передбачає зв'язок всіх ліній електропередач держав в умовне електричне кільце, для якого встановлено загальні принципи організації спільної роботи, обмін електроенергією та підтримку один одного резервами у разі аварійних ситуацій.
З 2001 по 2025 рік до БРЕЛЛ входили Латвія, Литва та Естонія.

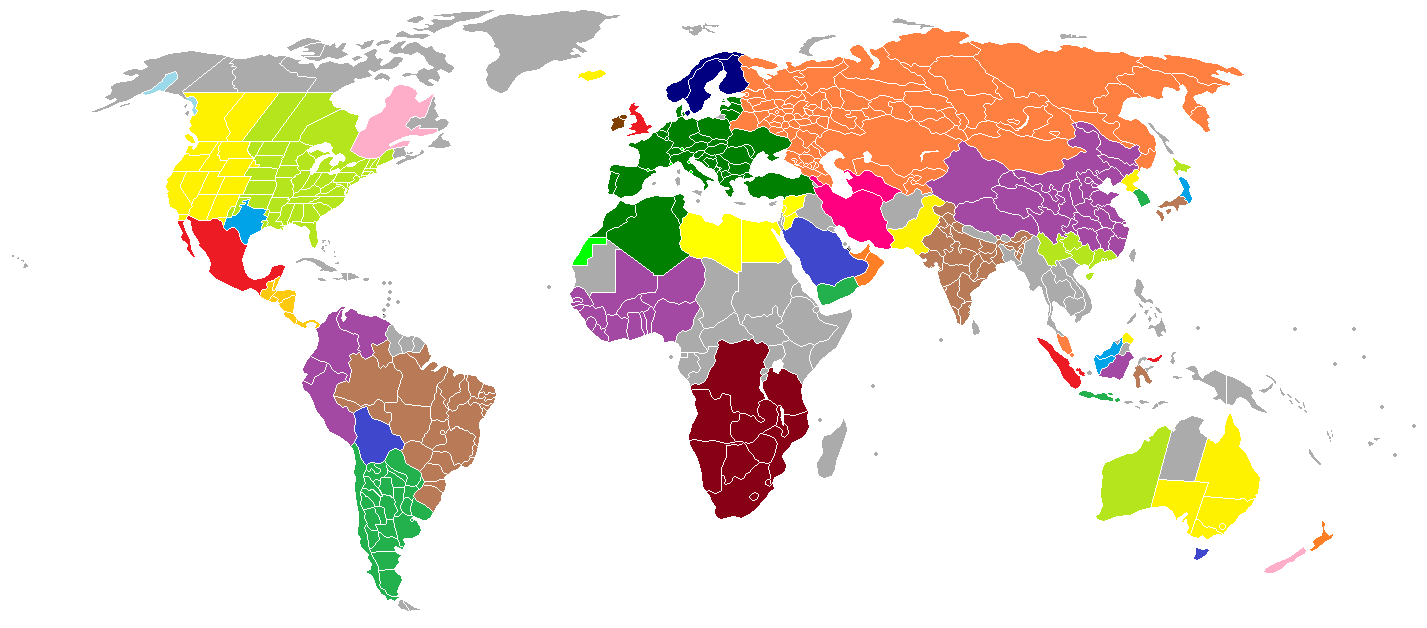
Енергосистеми світу

## Управління
Вищим органом управління Електричного кільця БРЕЛЛ є Зустріч керівників сторін угоди про Електричне кільце БРЕЛЛ. На цих зустрічах приймаються принципові рішення щодо стратегічних питань управління роботою кільця та вдосконалення паралельної роботи енергосистем, затверджуються нормативно-технічні документи.
Комітет енергосистем БРЕЛЛ — робочий орган, сформований сторонами угоди для реалізації взаємодії сторін угоди, а також підготовки та узгодження документів, що регламентують паралельну роботу енергосистем кільця.

## Сторони угоди
Сторонами угоди на даний час є:
- ДВО «Беленерго»
- ПАТ «ФСК ЄЕС»
- АТ «СО ЄЕС»

## БРЕЛЛ та Калінінградська область Росії
Оскільки Калінінградська область є суб'єктом- напівексклавом Російської Федерації та повністю відокремленим від решти території країни сухопутними кордонами іноземних держав та міжнародними морськими водами, її енергосистема довгий час була пов'язана з Єдиною енергетичною системою Росії через електричні мережі енергосистем країн БРЕЛЛ. У зв'язку з неодноразово декларованими виходами країн Балтики з енергокільця БРЕЛЛ до 2025 року, що могло виділити Калінінградську енергосистему на ізольовану від Єдиної енергетичної системи Росії роботу, уряд Росії ініціював комплекс заходів щодо забезпечення роботи енергосистеми за такого сценарію. 1 березня 2018 року введені в експлуатацію Маяковська ТЕС у Гусєві та Талахівська ТЕС у Совєтську, 6 березня 2019 року — Прегольська ТЕС у Калінінграді. 18 травня 2020 року запущений перший енергоблок Приморської ТЕС у Свєтлому, у вересні 2020 року — другий, у грудні 2020 року — третій енергоблок. Це забезпечує безпечне функціонування енергосистеми Калінінградської області у разі припинення дії угоди по електрокільцю БРЕЛЛ (виходу з будь-якої з країн Балтики тощо).
25 вересня 2021 року успішно завершилися треті щорічні натурні випробування роботи регіональної енергосистеми в ізольованому режимі. Вперше в них було задіяно генеруюче обладнання, запроваджене у 2020 році Приморською ТЕС. Максимальна величина споживання потужності становила 564 МВт. Автоматичне регулювання частоти послідовно здійснювалося Маяковською, Прегольською та Талахівською ТЕС.

## Історія

### Створення БРЕЛЛ
Угода про паралельну роботу енергосистем Білорусі, Росії, Естонії, Латвії, Литви (БРЕЛЛ) була підписана в 2001 році і встановлювала синхронний режим роботи «електричного кільця» п'яти країн на єдиній частоті струму 50 Гц, обмін електроенергією та підтримку резервами при аварійних ситуаціях. Система залишилася у спадок з часів існування СРСР, при цьому контролювали частоти та балансували попит та пропозицію російські оператори.

### Розпад БРЕЛЛ
На початку 2017 року Центр енергетичної безпеки (структурний підрозділ НАТО) підготував секретну доповідь, присвячену ризикам енергозалежності країн Балтики від постачання з Росії. У зв'язку з цим Естонія, Латвія та Литва провели низку консультацій і у вересні 2017 року ухвалили рішення про вихід з БРЕЛЛ до 2025 року.
Для реалізації цього проекту активізується імпорт електроенергії з країн ЄС (зокрема, кабель зі Швеції NordBalt потужністю 700 МВт, прокладений у 2016 році, що забезпечує прибл. 6 % загального споживання Литви), а також будівництво власних генераторів: наприклад, електростанція в Аувері (Естонія), що була запущена влітку 2018 року та працює на місцевій сировині, забезпечить 25 % загального споживання Естонії. Активно розвиваються ВДЕ-проєкти. Але станом на 2019 рік БРЕЛЛ ще продовжував працювати, а країни Балтики залишалися енергодефіцитним регіоном. В особливо складному становищі була Латвія, яка могла стати одним з основних імпортерів енергії, що виробляється на Білоруській АЕС.
Угода про синхронізацію мереж із ЄС підписана країнами Балтики у Брюсселі восени 2018 року. Станом на червень 2019 року заплановано перші 12-годинні випробування. 21 червня 2019 року підписано графік робіт з відключення енергосистем країн Балтики від ЕК БРЕЛЛ та їх синхронізації з електромережами Європи.
З травня 2022 року три балтійські країни не купують російську чи білоруську електроенергію через напад Росії на Україну.
Терміни залежали від закінчення проєкту синхронізації Литви та Польщі, що коштував €1 млрд і запланований на 2025 рік. Для цього планувалося прокладання підводного кабелю Harmony Link, будівництво синхронних компенсаторів у країнах Балтики та збільшення потужності діючої LitPol Link (необхідні для цього три автотрансформатори були випробувані у 2021 році).
У 2022 році країни Балтики уклали угоду про від'єднання до 2025 року від мережі БРЕЛЛ.
16 липня 2024 року Балтійські ОТС повідомили Росію та Білорусь про непродовження угоди BRELL та вихід з неї у лютому 2025 року.
8 лютого 2025 року, за повідомленням естонської державної енергетичної компанії Elering, процес від'єднання від БРЕЛЛ розпочався близько 6:00 (за місцевим часом) із вимкнення ліній електропередачі між Литвою і російським Калінінградом. Потім були відімкнуті лінії між Литвою і Білоруссю, а також між Латвією і Росією. Останнім етапом стало вимкнення високовольтних ліній між Естонією і Росією на кордоні в Нарві.
9 лютого 2025 року зафіксовано повний вихід енергосистем країн Балтики з БРЕЛЛ (за фактом країни відключилися від БРЕЛЛ на день раніше, 8 лютого 2025 (о 9 годині 9 хвилин)) і підключення через LitPol Link синхронної мережі континентальної Європи. Країни Балттики вже з'єднані з Фінляндією, Швецією та Польщею через інтерконектори. Естонія підключена до Скандинавської об'єднаної мережі через лінії HVDC EstLink 1 і 2 через Фінляндію. Литва підключена як до Скандинавської об'єднаної мережі, так і до синхронної мережі континентальної Європи. Інтерконектор NordBalt веде через Балтійське море до Швеції та LitPol Link до Польщі.